# Derbeta nigrifimbria
Derbeta nigrifimbria är en fjärilsart som beskrevs av Walker 1866. Derbeta nigrifimbria ingår i släktet Derbeta och familjen mott. Inga underarter finns listade i Catalogue of Life.